# 鄭多英
鄭多英（韓語：정다영，1985年11月12日—），大韓民國女演員。因為長相酷似金喜善，并與金喜善所屬同一個經紀公司而在韓國被譽為“金喜善第二”。

## 演出作品

### 電視劇
- 2007年：KBS《無法阻擋的婚姻》
- 2008年：SBS《玻璃之城》
- 2008年：KBS《大姐》
- 2010年：KBS《風吹好日子》飾 夏美芝

### 電影
- 2007年：《八面玲瓏申小姐》
- 2007年：《醇厚》

### MV
- 2007年：Battle《Tell Me》
- 2007年：李玖哲《想太多》
- 2008年：李玖哲《不完美》

### 話劇
- 2007年： KBS 話劇 居委會青年

## 主持
- 2006年： ETN 主持 演藝站